# Prudencio Cortés
Prudencio Cortés Sánchez (18 de noviembre de 1951 en El Salto) es un futbolista mexicano retirado que jugaba en la posición de portero. Conocido con el apodo de "Pajarito".

## Trayectoria
Inició su carrera como futbolista en el Corona un equipo de la localidad de El Salto, Jalisco, de ahí pasaría a jugar en la Segunda división mexicana con el Club Deportivo Zamora donde estaría 1 temporada, la 1968-69.
Al término de la temporada es contratado por el Club América para jugar la temporada 1969-70. En esta temporada, el portero titular del América era Amado Palacios, el "Tarzán", quien en un partido jugado contra el Club de Fútbol Atlante participa en una gran bronca, siendo expulsado y suspendido varios partidos, lo que favoreció para que debutara. 
Al poco tiempo, saldría campeón con el equipo al ganar la Liga y la Copa de la temporada 1970-71, siendo entrenador José Antonio Roca. Permaneció 5 años en la institución y en varias ocasiones fue llamado a la Selección Nacional mexicana. 
Una vez en la selección su baja de juego fue evidente y tuvo que ser relegado a la banca. Apenas a sus 24 años de edad su juego parecía llevarlo al fin de su carrera, en eso es contratado por los Tecos de la UAG equipo que recién había ascendido a la primera división. Es en esta institución donde retoma su nivel y vuelve a la selección mexicana. Asimismo, se convirtió en una de las principales figuras del equipo Tecolote al jugar 12 años en sus filas. 

## Selección nacional
Fue el portero titular del Premundial realizado en Honduras en el año de 1981, torneo realizado para definir los equipos que asistirían a la Copa Mundial a celebrarse en España en 1982. Esa selección no clasificó a pesar de haber dos boletos, que fueron ganados por Honduras y por El Salvador.

## Palmarés

### Títulos nacionales
| Título           | Equipo       | País   | Año     |
| ---------------- | ------------ | ------ | ------- |
| Primera División | Club América | México | 1970-71 |
| Copa México      | Club América | México | 1973-74 |